# Milvago
Milvago är ett släkte i familjen falkar inom ordningen falkfåglar. Släktet omfattar endast två arter som förekommer i Sydamerika från sydvästra Colombia till Eldslandet och Falklandsöarna:
- Gulhuvad karakara (M. chimachima)
- Chimangokarakara (M. chimango)

DNA-studier visar att chimangokarakara står närmare de i släktet Phalcoboenus, varför vissa auktoriteter flyttat den dit. Eftersom de utgör en klad falkar som alla är relativt släkt samt att inget vetenskapligt släktesnamn finns beskrivet för chimangokarakaran (gulhuvad karakara är typart för Milvago) har tongivande taxonomiska auktoriteten Clements et al istället valt att inkludera Milvago och Phalcoboenus i Daptrius som har prioritet.
Ytterligare tre arter dog ut under holocen:
- Hispaniolakarakara (Milvago alexandri)
- Större kubakarakara (Milvago carbo)
- Mindre kubakarakara (Milvago diazfrancoi)